# زول (ديناصور)
زول (الاسم العلمي: Zuul)، جنس ديناصورات عاشبة من فُصيلة أنكيلوصوراوات. يضم نوع واحد هو زول كروريفستاتور.
عُثر على أحفورة هذا المخلوق بأمريكا الشمالية في حالةٍ هي الأكثر أكتمالًا وحِفظًا من بين جميع أحافير «الأنكيلوصوريد»،
وهو نوع من الديناصورات المدرعة له ذيل أشبه بالهراوة، التي أكتشفت بالمنطقة حتى الآن. إذ تحجّرت درعُ «زول» في مكانها
بالكامل، وصولًا إلى الأنسجة الرخوة المجعدة التي كانت تغلفها؛ بل إن الأضرار الظاهرة في خاصرته قد تؤرخ للمعارك التي خاضتها ضد الأنكيلوصوريدات الأخرى. «أن شكله المكتمل يفوق التصور!،» (ديفيد إيفانز، عالم الأحافير لدى متحف أونتاريو الملكي) الذي يشرف على دراسة «زول».
نفق هذا الديناصور العاشب الشبيه بدبابة مدرعة، قبل 76 مليون سنة في ما يعرف الآن بشمال ولاية مونتانا الأمريكية، غير
بعيد عن مصب نهري لدى ساحل بحر قديم. بطريقة ما، أنتهى المطاف بجثته المتورّمة المشبعة بالمياه في النهر، حيث علقت في سد
من جذوع الشجر وسرعان ما طُمرت في الرمال. بقي هذا الحيوان مدفونًا هناك حتى عام 2014، عندما عثرت على بقاياه مجموعةُ منقبين خاصة. أقتنى «متحف أونتاريو الملكي» الأحفورة عام 2016.